# Бидзиов конак
Бидзиовят конак (на гръцки: Κονάκι του Νικολάου Μπίτζιου) е архитектурна забележителност в южномакедонското градче Китрос, Гърция.
Конакът е построен от собственика на чифлика Китрос Николаос Бидзиос. Издигнат е в 1909 година от епирски майстори.